# Gaziantep FK
Gaziantep Futbol Kulübü este un club de fotbal din Gaziantep, Turcia, care evoluează în Süper Lig, cel mai înalt eșalon al fotbalului turc. Clubul a fost înființat în anul 1988.
Numele inițial a fost Sankospor, sub patronajul Sanko Holding A.Ș., un grup industrial de companii cu sediul în Gaziantep. Culorile inițiale ale clubului au fost albastru și alb. În primii ani, a evoluat doar la nivel de amatori, dar în sezonul 1993-94 a ajuns în al patrulea eșalon al fotbalului din Turcia (TFF 3. Lig). Prima adversară din istoria clubului într-un meci oficial la profeșioniști a fost İslahiyespor, club tot din Gaziantep. Meciul disputat pe 26 septembrie 1993 s-a încheiat 0-0.
În sezonul 1996-97, Sankospor a câștigat Grupa 3 din 3.Lig, cu un avantaj de 17 puncte față de a doua clasată.
La începutul sezonului 1999-2000, numele clubului a fost schimbat în Gaziantep Büyükșehir Belediyespor În sezonul 2004-05, Gaziantep a câștigat Grupa C din 2.Lig. În sezonul 2010-11, în TFF 1. Lig (al doilea eșalon din Turcia), Gaziantep a ajuns în playoff-ul de promovare în Süper Lig, dar a fost învinsă de Orduspor cu 1–0. În același sezon, a mers până în sferturile de finală ale Cupei Turciei, pierzând însă cu 8-0 în dublă manșă în fața echipei Beșiktaș JK.
Numele clubului a fost din nou schimbat, în Gazișehir Gaziantep Futbol Kulübü, după adunarea generală ținută la 15 iunie 2017. Au urmat noi prezențe în playoff-ul de promovare din 1.Lig, dar fără succes.
Însă în sezonul 2018-19, Gaziantep a trecut de Hatayspor cu 5–3 după lovituri de departajare și a promovat în Süper Lig pentru prima dată în istoria clubului, fiind al doilea club din oraș care ajunge în eșalonul de elită după Gaziantepspor.
După promovare, clubul a anunțat aducerea antrenorului român Marius Șumudică, venit pe 13 iunie 2019 când a semnat un contract pentru un sezon cu posibilitate de prelungire. Debutul în Süper Lig a fost înregistrat pe 19 august 2019 când Gaziantep a fost învinsă în deplasare cu 5-0 de Fenerbahçe. În octombrie, numele clubului a fost din nou schimbat, în Gaziantep Futbol Kulübü. Pe 28 octombrie 2019, clubul a anunțat prelungirea contractului lui Șumudică până în 2021. Echipa a încheiat sezonul 2019-2020 pe locul 8. În sezonul 2020-21, după etapa a 17-a, Gaziantep FK ajungea pe primul loc în Süper Lig. Echipa a avut și o serie de 15 meciuri la rând fără înfrângere.  După discuții în contradictoriu privind prelungirea contractului, Marius Șumudică a fost demis la 11 ianuarie 2021, locul său fiind luat de portughezul Ricardo Sá Pinto. Sub conducerea lui Sá Pinto, Gaziantep a încheiat pe locul 9. La finalul sezonului 2020-21, Ricardo Sá Pinto a plecat, fiind înlocuit cu Erol Bulut.